# گوستاوو بوئنو
گوستاوو بوئنو (انگلیسی: Gustavo Bueno; ۱ سپتامبر ۱۹۲۴ – ۷ اوت ۲۰۱۶ (۹۱ سال)) فیلسوف، و استاد دانشگاه اهل اسپانیا بود. او بنیان‌گذار یک دکترین فلسفی بود که توسط خودش «ماتریالیسم فلسفی» نامیده می‌شود.
راه فلسفی بوئنو شاگرد سنتیاگو مونترو دیاز سندیکالیسم ملی، به آمیزه‌ای از مکتب ارسطویی-تومیستی متأثر از مکتب کاتولیک سالامانکا و مارکسیسم-لنینیسم در طول سال‌های فرانکویسم متأخر رسید.